# Liste der denkmalgeschützten Objekte in Seefeld in Tirol
Die Liste der denkmalgeschützten Objekte in Seefeld in Tirol enthält die 17 denkmalgeschützten, unbeweglichen Objekte der Gemeinde Seefeld in Tirol.

## Denkmäler
| Foto |                 | Denkmal | Standort                                                                 | Beschreibung | Metadaten |
| ---- | --------------- | --- | ------------------------------------------------------------------------ | --- | --- |
| ja   | Datei hochladen | Meilenstein HERIS-ID: 107849 Objekt-ID: 125214 TKK: 53985                                                                  | Am Schlossberg 837, in der Nähe Standort KG: Seefeld                     | Der rundbogig geschlossene Meilenstein mit der Inschrift Deut... Meile von Innsbruck N. 6 stammt aus dem 19. Jahrhundert. | BDA-Hist.: Q37811196 Status: § 2a Stand der BDA-Liste: 2025-06-30 Name: Meilenstein GstNr.: 638/2 Meilenstein, Seefeld in Tirol                                                                |
| ja   | Datei hochladen | Neuer Friedhof mit Friedhofskapelle HERIS-ID: 96749 Objekt-ID: 112323 TKK: 53968, 53969, 53970                             | Andreas-Hofer-Straße 212, in der Nähe Standort KG: Seefeld               | Der neue Friedhof wurde 1954 am östlichen Ortsrand angelegt. Im nördlichen Teil der Anlage befindet sich ein Soldatenfriedhof des Zweiten Weltkrieges mit Holzkreuzen sowie Gedenksteinen für die Opfer der Nationalsozialismus. In der Nordwestecke steht die schlichte Friedhofskapelle mit offener Aufbahrungshalle. Diese beherbergt ein schmiedeeisernes Gitter von 1569, das aus Teilen des ehemaligen Chorgitters der Pfarrkirche zusammengefügt wurde. Die Deckenmalerei in der nördlichen Dachschräge mit drei Engeln stammt von Gerhild Diesner. | BDA-Hist.: Q37768681 Status: § 2a Stand der BDA-Liste: 2025-06-30 Name: Neuer Friedhof mit Friedhofskapelle GstNr.: 680, 586/66                                                                |
| ja   | Datei hochladen | Bildstock HERIS-ID: 96752 Objekt-ID: 112327 TKK: 53972                                                                     | Andreas-Hofer-Straße 144, in der Nähe Standort KG: Seefeld               | Die barocke Bildsäule aus Nagelfluh stammt aus dem 18. Jahrhundert. In der rundbogigen Aufsatznische befindet sich ein modernes Christus-Relief. | BDA-Hist.: Q37768688 Status: § 2a Stand der BDA-Liste: 2025-06-30 Name: Bildstock GstNr.: 142 Bildstock Andreas-Hofer-Straße                                                                   |
| ja   | Datei hochladen | Aufnahmsgebäude Seefeld mit Mittelbahnsteig, Magazin und Bahnsteigunterführung HERIS-ID: 55880 Objekt-ID: 64775 TKK: 53987 | Bahnhofplatz 115 Standort KG: Seefeld                                    | Der Bahnhof der Mittenwaldbahn wurde 1964 für die Olympischen Spiele 1964 neu gebaut und weist ein markantes Pultdach sowie in der Halle ein den Skisport thematisierendes Wandbild von Ernst Schroffenegger auf. | BDA-Hist.: Q20873522 Status: Bescheid Stand der BDA-Liste: 2025-06-30 Name: Aufnahmsgebäude Seefeld mit Mittelbahnsteig, Magazin u. Bahnsteigunterführung GstNr.: 656 Bahnhof Seefeld in Tirol |
| ja   | Datei hochladen | Brunnen mit Maria Immaculata HERIS-ID: 96757 Objekt-ID: 112332 TKK: 53976                                                  | Dorfplatz Standort KG: Seefeld                                           | Der Brunnen mit einem achteckigen, nach oben ausladenden Steintrog wurde um 1960 aufgestellt. Die Statue der Unbefleckten Empfängnis wurde von Johann Schwenninger geschaffen. | BDA-Hist.: Q37768737 Status: § 2a Stand der BDA-Liste: 2025-06-30 Name: Brunnen mit Maria Immaculata GstNr.: .83/2                                                                             |
| ja   | Datei hochladen | Wallfahrtskirche hl. Oswald und ehem. Friedhof HERIS-ID: 55881 Objekt-ID: 64776 TKK: 19557                                 | Dorfplatz Standort KG: Seefeld                                           | Ein Hostienwunder 1384 war der Auslöser für eine viel besuchte Wallfahrt. Herzog Friedrich IV. ließ 1423 bis 1431 eine größere Kirche erbauen. Die spätgotische Staffelkirche wurde 1474 und 1604 erweitert. An das vierjochige Langhaus schließt ein dreijochiger, eingezogener Chor mit dreiseitigem Chorschluss an. Der Innenraum weist ein reich ornamentiertes Netzrippengewölbe von 1465/1466 und gotische Wandmalereien aus dem 15. und 16. Jahrhundert auf. An der nördlichen Chorseite befindet sich ein zweigeschoßiger Anbau mit der Sakristei. Im Obergeschoß befindet sich die Heiligblutkapelle, die 1574 errichtet und im 18. Jahrhundert mit reichen Stuckaturen versehen wurde. Der alte Friedhof um die Kirche wurde 1954 durch den neuen Friedhof am Ortsrand ersetzt. | BDA-Hist.: Q38068482 Status: § 2a Stand der BDA-Liste: 2025-06-30 Name: Wallfahrtskirche hl. Oswald und ehem. Friedhof GstNr.: .38, 653 Sankt Oswald (Seefeld in Tirol)                        |
| ja   | Datei hochladen | Widum HERIS-ID: 96748 Objekt-ID: 112322 TKK: 19558                                                                         | Maximilianweg 29 Standort KG: Seefeld                                    | Beim heute als Pfarrheim genutzten Gebäude handelt es sich um das ehemalige Maierhaus des Klosters Seefeld. Der zweigeschoßige Bau mit weitem Satteldach stammt im Kern aus dem Mittelalter. | BDA-Hist.: Q37768674 Status: § 2a Stand der BDA-Liste: 2025-06-30 Name: Widum GstNr.: .42 Widum Seefeld                                                                                        |
| ja   | Datei hochladen | Hotel Berghof HERIS-ID: 40872 Objekt-ID: 41031 TKK: 53981                                                                  | Milserstraße 201 Standort KG: Seefeld                                    | Das Hotel Berghof wurde 1929/30 nach Plänen von Siegfried Mazagg errichtet. Es besteht aus einem lang gestreckten, gekrümmten dreigeschoßigen Baukörper mit Pultdach und einem westlich angefügten viergeschoßigen, flachgedeckten Turmelement. | BDA-Hist.: Q37996953 Status: Bescheid Stand der BDA-Liste: 2025-06-30 Name: Hotel Berghof GstNr.: .306 Hotel Berghof, Seefeld in Tirol                                                         |
| ja   | Datei hochladen | Seekirche Hl. Kreuz HERIS-ID: 55882 Objekt-ID: 64777 TKK: 19559                                                            | gegenüber Möserer Straße 52 Standort KG: Seefeld                         | Die barocke Heiligkreuzkirche wurde unter Erzherzog Leopold V. vom Innsbrucker Hofbaumeister Christoph Gumpp dem Jüngeren errichtet (Bauzeit 1629–1666), die Malereien stammen von Josef Anton Puellacher. | BDA-Hist.: Q2265110 Status: § 2a Stand der BDA-Liste: 2025-06-30 Name: Seekirche Hl. Kreuz GstNr.: .29 Seekirchl Heilig Kreuz (Seefeld in Tirol)                                               |
| ja   | Datei hochladen | Kapelle am Schlossberg, Marienkapelle HERIS-ID: 96755 Objekt-ID: 112330 TKK: 53974                                         | südlich Münchner Straße 89 Standort KG: Seefeld                          | Der gemauerte Nischenbildstock mit geradem Chorschluss und vorkragendem Satteldach wurde im 18. Jahrhundert errichtet. | BDA-Hist.: Q37768712 Status: § 2a Stand der BDA-Liste: 2025-06-30 Name: Kapelle am Schlossberg, Marienkapelle GstNr.: 267 Marienkapelle am Schlossberg                                         |
| ja   | Datei hochladen | Stundenkapelle, sog. Stoanerbildstock HERIS-ID: 96756 Objekt-ID: 112331 TKK: 53975                                         | Seefelder Straße Richtung Scharnitz, Gemeindegrenze Standort KG: Seefeld | Der gemauerte Nischenbildstock mit flachem Satteldach wurde um 1900 erbaut. Er beherbergt ein nach barockem Vorbild neu geschaffenes Mariahilf-Bild. | BDA-Hist.: Q37768727 Status: § 2a Stand der BDA-Liste: 2025-06-30 Name: Stundenkapelle, sog. Stoanerbildstock GstNr.: 583/7                                                                    |
| ja   | Datei hochladen | 2 Brücken zwischen Personentunnel Birkl und Haltestelle Seefeld-Playcastle HERIS-ID: 11760 Objekt-ID: 7874 TKK: 116423     | Standort KG: Seefeld                                                     | Die Mittenwaldbahn ist eine elektrische Lokalbahn, die ab 1905 von Josef Riehl und Wilhelm Carl von Doderer geplant und 1910–1912 gebaut wurde. Aufgrund der vielen Tunnel und Brücken war sie gemessen an ihrer Länge eines der teuersten Bahnprojekte ihrer Zeit. Zwischen dem Personentunnel Birkl und der Haltestelle Seefeld-Playcastle befinden sich die Brückenbauwerke über die Heilbadstraße im Ortsgebiet (Lage) und die Brücke über die Seefelder Straße B177 (Lage) unmittelbar vor der Haltestelle. | BDA-Hist.: Q38111874 Status: Bescheid Stand der BDA-Liste: 2025-06-30 Name: 2 Brücken zwischen Personentunnel Birkl und HS Seefeld-Playcastle GstNr.: 657, 658                                 |
| ja   | Datei hochladen | Personentunnel Birkl HERIS-ID: 59996 Objekt-ID: 71740 TKK: 116422                                                          | Standort KG: Seefeld                                                     | Teil der Mittenwaldbahn | BDA-Hist.: Q38089573 Status: Bescheid Stand der BDA-Liste: 2025-06-30 Name: Personentunnel Birkl GstNr.: 657                                                                                   |
| ja   | Datei hochladen | Haltestelle Seefeld-Playcastle HERIS-ID: 81929 Objekt-ID: 95724 TKK: 116424                                                | Standort KG: Seefeld                                                     | Die Haltestelle Seefeld-Playcastle der Mittenwaldbahn wurde 1999 für den nahegelegenen kurzlebigen Vergnügungspark errichtet, an den sich auch die Gestaltung anlehnt. | BDA-Hist.: Q38177132 Status: Bescheid Stand der BDA-Liste: 2025-06-30 Name: Haltestelle Seefeld-Playcastle GstNr.: 658                                                                         |
| ja   | Datei hochladen | 3 Brücken zwischen Haltestelle Seefeld-Playcastle und Brücke Reiserichgraben HERIS-ID: 81930 Objekt-ID: 95725 TKK: 116426  | Standort siehe Beschreibung KG: Seefeld                                  | Zwischen der Haltestelle Seefeld-Playcastle und der Brücke Reiserichgraben befinden sich weitere Brückenbauwerke der Mittenwaldbahn: eine Brücke über die Angerschlag Runse a (Lage), eine Brücke über einen Graben (Lage), die Brücke über die Angerschlag Runse b (Lage), die Brücke über den Schlagbrandbach (Lage) sowie eine weitere Brücke (Lage). | BDA-Hist.: Q38177141 Status: Bescheid Stand der BDA-Liste: 2025-06-30 Name: 3 Brücken zw. HS Seefeld-Playcastle u. Brücke Reiserichgraben GstNr.: 658                                          |
| ja   | Datei hochladen | Brücke Reiserichgraben HERIS-ID: 81931 Objekt-ID: 95726 TKK: 116427                                                        | Standort KG: Seefeld                                                     | Teil der Mittenwaldbahn | BDA-Hist.: Q38177148 Status: Bescheid Stand der BDA-Liste: 2025-06-30 Name: Brücke Reiserichgraben GstNr.: 658                                                                                 |
| BW   | Datei hochladen | Brücke nach Reiserichgraben-Brücke HERIS-ID: 81932 Objekt-ID: 95727 TKK: 116425                                            | Standort KG: Seefeld                                                     | Teil der Mittenwaldbahn | BDA-Hist.: Q38177155 Status: Bescheid Stand der BDA-Liste: 2025-06-30 Name: Brücke nach Reiserichgraben-Brücke GstNr.: 658                                                                     |